# Notoseris
Notoseris là một chi thực vật có hoa trong họ Cúc (Asteraceae).

## Loài
Chi Notoseris gồm các loài: